# Гоммисвальд
Гоммисвальд (нем. Gommiswald) — коммуна в Швейцарии, в кантоне Санкт-Галлен.
Входит в состав округа Зее-Гастер. Официальный код — 3334.
На 31 декабря 2006 года население составляло 2800 человек.
1 января 2013 года в состав коммуны Гоммисвальд вошли бывшие коммуны Риден и Эрнечвиль.